# Казарян, Гагик Самсонович
Гагик Самсонович Казарян (род. 8 августа 1968, Кировакан, Гугаркский район) — советский и армянский самбист, чемпион и призёр чемпионатов СССР, Европы и мира, Заслуженный мастер спорта СССР. Председатель одной из комиссий Федерации самбо Армении.

## Семья
Сын Арсен Казарян (1995) — самбист и дзюдоист, бронзовый призёр чемпионата мира по самбо, призёр чемпионатов Европы и Европейских игр 2019 года по самбо.

## Спортивные результаты
- Чемпионат СССР по самбо 1987 года — ;
- Чемпионат СССР по самбо 1988 года — ;
- Чемпионат СССР по самбо 1989 года — ;
- Чемпионат СССР по самбо 1990 года — .
- Чемпионат СССР по самбо 1991 года — .